# Arado E.340
Arado E.340 – projekt niemieckiego samolotu bombowego powstały w zakładach Arado Flugzeugwerke w odpowiedzi na konkurs Reichsluftfahrtministerium (RLM - nazistowskiego Ministerstwa ds. Lotnictwa) z 1939 na średni bombowiec z zasięgiem wystarczającym na dotarcie do każdego miejsca Wysp Brytyjskich.  Projekt Arado Ar 340 był nieortodoksyjnym, dwukadłubowym samolotem o układzie zbliżonym do wcześniejszego Arado E.500.  Pomimo znakomitych, teoretycznie wyliczonych osiągów samolot nie zainteresował RLM i projekt nie został zrealizowany.

## Tło historyczne
Samolot został zaprojektowany w odpowiedzi na rozpisanym przez RLM konkurs Bomber B-Programm na szybki samolot bombowy o zasięgu pozwalającym na dotarcie do każdego miejsca Wysp Brytyjskich.  W odpowiedzi na konkurs zaprojektowano samoloty Arado E.340, Dornier Do 317, Focke-Wulf Fw 191 i Junkers Ju 288.  Żaden z zaprojektowanych samolotów nie wszedł do produkcji seryjnej.

## Historia
Zakłady Arado jako pierwsze odpowiedziały na konkurs RLM, w momencie rozpisania konkursu budowano już pełnoskalową makietę samolotu który był wersją rozwojową wcześniejszego Arado E.500.  Nowy samolot różnił się od jego poprzednika jedynie szczegółami konstrukcyjnymi i zachowywał nieortodoksyjny układ dwubelkowy z silnikami umieszczonymi w osobnych kadłubach, z gondolą mieszczącą kabinę załogi umiejscowioną pomiędzy równoległymi kadłubami.  Załogę miały stanowić cztery osoby umieszczone w dużej, przeszklonej kabinie ciśnieniowej.  Samolot miał znakomite, teoretycznie wyliczone osiągi, jego prędkość maksymalna miała wynosić około 600 km/h, pułap operacyjny do 7000 metrów i zasięg do 3600 kilometrów z ładunkiem bomb wynoszącym 4000 kilogramów.
Uzbrojenie obronne miały stanowić dwie wieżyczki z podwójnymi karabinami maszynowymi MG 131 - górne i dolne wieżyczki FDL 131 oraz trzy pojedyncze MG 131 - jeden z tylnej części kabiny obsługiwany bezpośrednio przez strzelca i po jednym w z tyłu belek kadłubowych, zdalnie kierowanych z kabiny załogi.
Z powodu nieortodoksyjnej konstrukcji samolot nie zainteresował RLM i dalsze prace nad tą konstrukcją zostały wstrzymane.